# Spectrum (singel)
Spectrum, znany także jako Spectrum (Say My Name) – utwór indierockowej brytyjskiej grupy Florence and the Machine pochodzący z ich drugiego albumu studyjnego zatytułowanego Ceremonials. Tekst piosenki został stworzony przez Florence Welch i Paula Epwortha, który także zajął się jego produkcją. 5 lipca 2012 roku utwór został wydany przez wytwórnię Island Records jako piąty singel z drugiego albumu. „Spectrum” swoją premierę miał 15 października 2010 roku podczas koncertu promującego album Ceremonials.
W 2012 roku brytyjski DJ Calvin Harris zremiksował ten singel nazywając go „Spectrum (Say My Name)”. Utwór był pierwszym w karierze grupy jaki dotarł do szczytu notowania UK Singles Chart, sprzedając się w pierwszym w tygodniu w ilości 64 816 egzemplarzy. Singel zadebiutował także na pierwszym miejscu na liście przebojów w Irlandii i Szkocji oraz dotarł do pierwszej piątki w Australii i pierwszej trójki w Nowej Zelandii. Do utworu nagrano także teledysk, którego reżyserią zajął się David LaChapelle.

## Listy przebojów
| Lista (2011)                             | Najwyższa pozycja |
| ---------------------------------------- | ----------------- |
| Australia (Top 50 Singles)               | 4                 |
| Belgia (Flandria) (Ultratop 50 Singles)  | 9                 |
| Belgia (Wallonia) (Ultratip 50 Singles)  | 46                |
| Dania (Track Top-40)                     | 35                |
| Holandia (Single Top 100)                | 55                |
| Irlandia (Top 50 Singles)                | 1                 |
| Niemcy (Top 100 Singles)                 | 54                |
| Nowa Zelandia (Top 40 Singles)           | 2                 |
| Szkocja (Top 40 Scottish)                | 1                 |
| Szwecja (Top 60 Singles)                 | 37                |
| Wielka Brytania (Singles Top 100)        | 1                 |
| Stany Zjednoczone (Hot Dance Club Songs) | 14                |